# Maison de Mirko Tomić à Parcane
La maison de Mirko Tomić à Parcane (en serbe cyrillique : Кућа народног хероја Мирка Томића у селу Парцане ; en serbe latin : Kuća narodnog heroja Mirka Tomića u selu Parcane) se trouve à Parcane, dans la municipalité de Varvarin et dans le district de Rasina, en Serbie. Elle est inscrite sur la liste des monuments culturels protégés de la République de Serbie (identifiant no SK 537),.

## Présentation
Le héros national Mirko Tomić (1904-1943) est né dans cette maison, dont ne subsistent aujourd'hui que les fondations envahies par les herbes.
De plan rectangulaire, la maison était constituée d'un simple rez-de-chaussée, avec un toit à quatre pans recouvert de tuiles ; les murs étaient bâtis selon la technique des colombages avec une structure en bois et un remplissage de boue et de paille mêlées.
Faute d'une documentation suffisante, la reconstruction de la maison se révèle impossible.